# Challenger de Numea 2023
El torneo BNP Paribas de Nouvelle-Calédonie 2023 fue un torneo de tenis perteneció al ATP Challenger Tour 2023 en la categoría Challenger 100. Se trató de la 18.ª edición, el torneo tuvo lugar en la ciudad de Numea (Nueva Caledonia), desde el 2 hasta el 8 de enero de 2023 sobre pista dura al aire libre.

## Jugadores participantes del cuadro de individuales
| Favorito | País                            | Jugador              | Rank1 | Posición en el torneo |
| -------- | ------------------------------- | -------------------- | ----- | --------------------- |
| 1        | Bandera de Chile                | Cristian Garín       | 85    | Semifinales           |
| 2        | Bandera de Francia              | Hugo Grenier         | 141   | Segunda ronda         |
| 3        | Bandera de Hungría              | Zsombor Piros        | 161   | Segunda ronda         |
| 4        | Bandera del Reino Unido         | Ryan Peniston        | 162   | Semifinales, retiro   |
| 5        | Bandera de Francia              | Geoffrey Blancaneaux | 167   | Segunda ronda         |
| 6        | Bandera de Francia              | Benoît Paire         | 179   | Cuartos de final      |
| 7        | Bandera de Bosnia y Herzegovina | Damir Džumhur        | 186   | Cuartos de final      |
| 8        | Bandera de Italia               | Riccardo Bonadio     | 187   | Segunda ronda         |

- 1 Se ha tomado en cuenta el ranking del 26 de diciembre de 2023.

### Otros participantes
Los siguientes jugadores recibieron una invitación (wild card), por lo tanto ingresan directamente al cuadro principal (WC):
- Thomas Fancutt
- Victor Lopes
- Toshihide Matsui

Los siguientes jugadores ingresan al cuadro principal tras disputar el cuadro clasificatorio (Q):
- Jake Delaney
- Blake Ellis
- Jeremy Jin
- Blake Mott
- Calum Puttergill
- Brandon Walkin

## Campeones

### Individual Masculino
- Raúl Brancaccio derrotó en la final a  Laurent Lokoli, 4–6, 7–5, 6–2

### Dobles Masculino
- Colin Sinclair /  Rubin Statham derrotaron en la final a  Toshihide Matsui /  Kaito Uesugi, 6–4, 6–3